# Bibio macer
Bibio macer är en tvåvingeart som beskrevs av Friedrich Hermann Loew 1873. Bibio macer ingår i släktet Bibio och familjen hårmyggor.
Artens utbredningsområde är Rumänien. Inga underarter finns listade i Catalogue of Life.